# Chrudim (hradiště)
Chrudim je raně středověké hradiště, které stávalo na území historického jádra města Chrudim v Pardubickém kraji. Místo bylo osídleno už během několika období pravěku, ale prokazatelné opevnění vzniklo až v devátém století. Hradiště se stalo významným správním centrem hradské soustavy a v roce 1055 v něm zemřel kníže Břetislav I. Viditelné pozůstatky hradiště zcela zanikly při budování středověkého města, a jsou známé jen z archeologických výzkumů.

## Historie
Ostrožna obtékaná řekou Chrudimkou byla osídlena už v eneolitu příslušníky kultury s nálevkovitými poháry. Pokud na ní tehdy existovalo hradiště, bylo opevněné nejspíše jen jednoduchou palisádou. Podruhé na ostrožně vzniklo sídliště lidu lužické kultury v době bronzové. Poslední fáze pravěkého osídlení následovala během pozdní doby halštatské, kdy na ostrožně stálo hradiště nebo dvorec slezskoplatěnické kultury.
Raně středověké hradiště bylo postaveno v devátém století. První písemná zmínka o něm pochází z roku 1055 a nachází se v Kosmově kronice, podle které v Chrudimi tehdy zemřel kníže Břetislav I. Na počátku jedenáctého století bylo hradiště nově opevněno. Na přelomu jedenáctého a dvanáctého století hradba shořela a na jejím místě vyrostla nová. Ve dvanáctém století byla z areálu vyčleněna samostatně opevněná akropole, která se stala sídlem kastelánů.
Nejstarší archeologické výzkumy chrudimského hradiště proběhly po polovině devatenáctého století. Jejich počátky jsou spojené s Moricem Lüssnerem. Moderní výzkumy vede v osmdesátých letech dvacátého století Vít Vokolek a po něm Jiří Sigl a Jan Frolík.

## Stavební podoba
Hradiště se nacházelo v nadmořské výšce asi 240 metrů a jeho rozloha dosahovala přibližně 3,5 hektaru. Nejstarší stavební fáze opevnění z devátého století se skládala ze čtyři metry širokého a dva metry hlubokého příkopu, za kterým podle předpokladů stála hradba neznámé konstrukce. Archeologicky zkoumaná hradba z počátku jedenáctého století měla čelní kamennou zeď z opukových kamenů, na kterou navazovala roštová konstrukce zasypávaná hlínou. Její pozůstatky byly odkryty ve Štěpánkově a Filištínské ulici. Další fragment hradby nalezené na Školním náměstí dokládá její složitý stavební vývoj. Hradba zde dosáhla až dvanáctimetrové šířky a před ní byl navíc vyhlouben devět metrů široký a nejméně tři metry široký příkop.
Součástí přemyslovského hradiště byl pravděpodobně i kostel, jehož poloha se předpokládá v místech kostela Nanebevzetí Panny Marie. Samostatně opevněná akropole se nacházela přibližně v prostoru vymezeném Komenského a Břetislavovou ulicí. Na východní straně k hradišti snad přiléhalo předhradí, jehož hradba mohla probíhat souběžně s ulicí Na Valech. V zahradách domů čp. 493 a 519 se nacházejí terénní relikty, které bývají označovány jako poslední pozůstatky raně středověkých hradeb.